# Q-5 (航空機)
Q-5（強撃5、Qiang-5、强击5、強-5）
バングラデシュ空軍のA-5（2012年）
- 用途：攻撃機
- 製造者：南昌飛機製造公司（NAMC）
- 運用者：
 ミャンマー(空軍)
 スーダン(空軍)
- 初飛行：1965年6月10日（プロトタイプ）
- 生産開始：1969年
- 運用開始：1970年
- 退役：2017年（中国人民解放軍）
- 運用状況：一部の国で現役

Q-5（強撃5、Qiang-5、强击5、強-5）は、中国の南昌飛機製造公司（NAMC：Nanchang Aircraft Manufacturing Company）で開発された攻撃機である。輸出名はA-5、NATOコードネームは「ファンタン（Fantan：番攤、中国の賭博遊戯）」。

## 開発
ソ連のMiG-19をJ-6としてライセンス生産を開始した中国は、J-6に大幅な改造を施して独自の作戦機を作る研究も行った。中国の文献によれば、基礎研究を開始したのが1958年とされており、J-6の生産開始も1958年なので、生産開始と同時期にすでに発展型の研究が着手されていたことになる。しかし、1961年には、この研究に基づく試作機の製造計画はいったん中止された。ただ、作業全体が中止となったのではなく、引き続き少人数のメンバーで研究は続けられ、1963年には開発計画は復活した。そして試作機が製造され、1966年6月4日に初飛行した。
いずれにしても、1965年に完成したQ-5は直ちに量産化が承認された。しかし、兵器搭載能力・燃料系統・油圧系統など、あらゆるシステムでさらに改善が必要であることも判明し、1969年10月まで開発・試験が続けられている。空軍部隊への引き渡しは、1969年12月に始められた。

## 設計
MiG-19の中国型であるJ-6から派生した機体であるが、エアインテークが機体両脇に移されノーズコーンに簡単な測距レーダー・電波高度計・航法用電子機器を格納している。さらに胴体を4m延長し、機内爆弾槽を増設したり、エリアルールによる速度性能の向上、および搭載量増大を目的として変更が加えられているため、外見が大きく異なっている。
ベースとなったMiG-19は、爆弾などの搭載量は小さく、戦闘爆撃機として使用できなくもないが、ドッグファイト用の戦闘機としての使用例が多い機体である。そのため、当初西側ではこの機体を、中国が独自に開発したMiG-19からの発展型のM2級戦闘機ではないかと推測していた。これは、中国がJ-7戦闘機を生産していた事が知られなかった事にもよる。機首にレーダーを搭載した戦闘機型も実際に計画されていたものの、実現には至らなかった。空対空ミサイルサイドワインダーを装備可能とした派生型は存在するが、この程度の自衛能力を備えた攻撃機は他にも存在するため、戦闘機には分類されていない。

## 運用
1979年1月に、中国は空軍の演習などを収めたニュース・フィルムを公表し、その中には本機の様々な映像が収められていた。これ以降、中国ではこの機体に関する情報を公開し始め、機体はJ-6を攻撃専用機に改造したもので、名称も強撃5型（Q-5。英語表記はA-5）であることも明らかにされた。さらに、機体形状の大幅な変更は、空力特性を改善して速度性能の向上を目指したものであることも判明している。
MiG-19をベースに開発されたため、搭載力の低さ・エンジン寿命の短さ・頻繁にオーバーホールが必要というMiG-19の欠点もそのまま引き継いでいる。しかし、当時の中国にとっては他に替える機体が無く、1,000機近く生産された。改良も行われており、一時は西側諸国の技術を導入した近代化改修も計画されたが、天安門事件により中止された。2004年には、通常爆弾などの武装も可能複座型のQ-5Jが発表され、高等練習機として中国空軍での採用を狙っているといわれる。しかし、2012年10月に最後のQ-5が空軍に引き渡され、1968年から続いた44年間の生産が全て終了した。後継機であるJH-7への代替が進められている。
Q-5は空軍と海軍で運用されたが、旧式化により2010年代に退役した。中国国外では、アルバニアやパキスタン、バングラデシュ、ミャンマーなどに輸出された。大半の国では退役したが、ミャンマー空軍が複座型を含む複数のQ-5を運用しているほか、スーダン空軍が運用している。

## 派生型

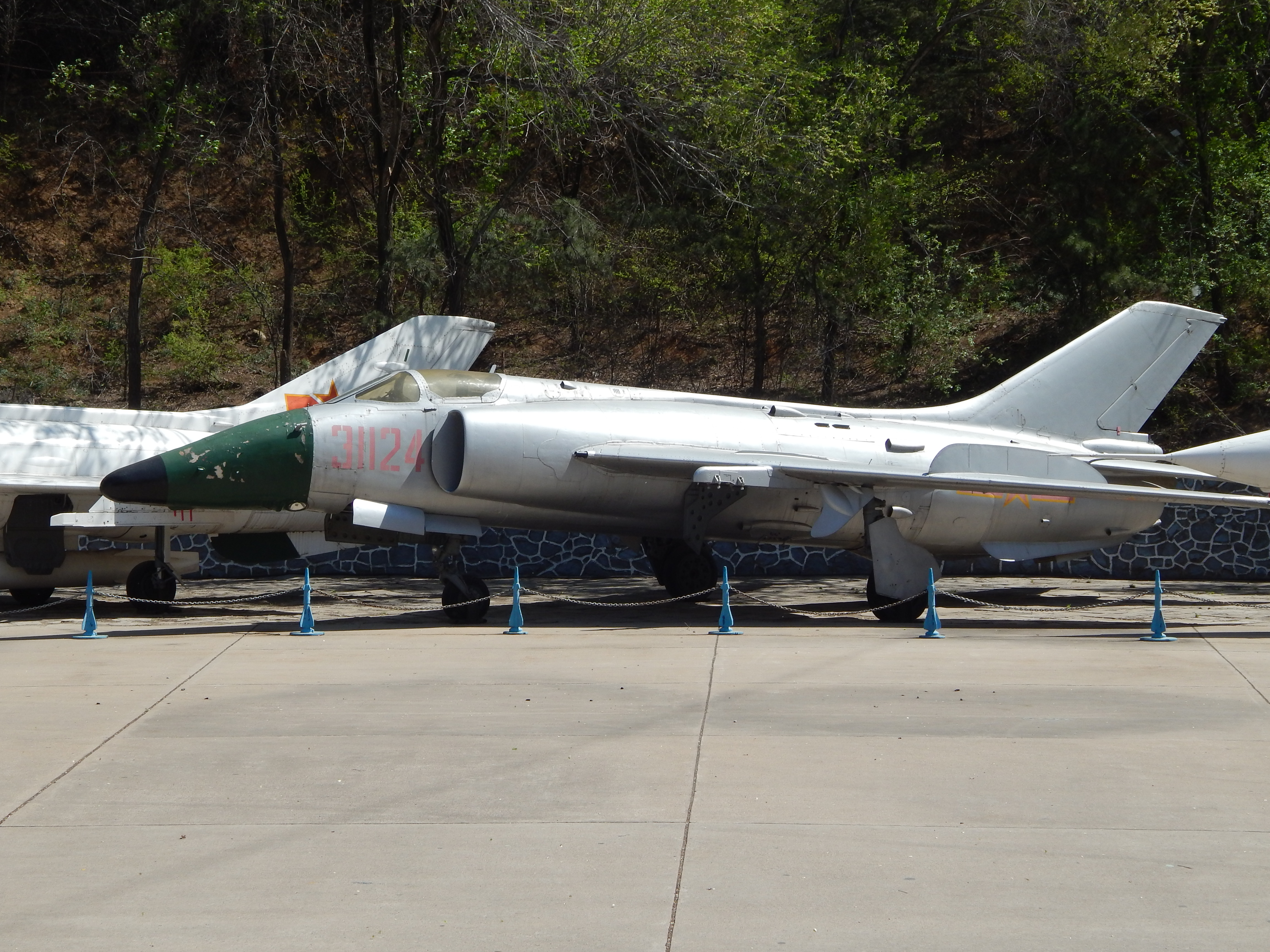
中国空軍航空博物館で展示されるQ-5B（2016年）

Q-5
原型。
戦闘機型（代号：蓝天）
計画のみで中止。
Q-5A（強撃5型甲）
核兵器運用型。
Q-5B（強撃5型乙）
低空飛行で敵艦に近づき、魚雷を投射する雷撃機型。対艦レーダーを搭載するため、機首のレドームが下向きの物に変更されている。試作機のみで実用化はされなかった。
Q-5I
航続距離延伸型。
Q-5IA
Q-5Iの近代化改良型。
Q-5II
Q-5IAの近代化改良型。レーダー警戒装置を搭載。
Q-5III
近代化改良型、A-5Cの原型。
Q-5K
フランス（トムソン-CSF）の技術導入による改良型。天安門事件後、キャンセル。
Q-5M（輸出向けにA-5Mとも）
イタリア（アエリタリア）の技術導入により、AMXの技術を使用した改良型。天安門事件後、キャンセル。
Q-5D
電子機器などを改良した近代化改良型。
Q-5E
外装式赤外線前方監視目標指示ポッドを機体外に搭載し、レーザー誘導爆弾を搭載するQ-5Fとサーチアンドキラーチームを組み、運用される。このコンセプトは芳しくなかった模様で、Q-5Eのみ少数が生産された。
Q-5F
前方胴体にレーザー受光追跡装置を内蔵し、両翼下にレーザー誘導爆弾を搭載する。Q-5Eとサーチアンドキラーチームを組み、運用することを目指し開発された。
Q-5L
前方胴体にレーザー受光追跡装置を内蔵し、胴体下に外装式赤外線前方監視目標指示ポッドを搭載する。単独でレーザー誘導爆弾を運用することが可能となった。なお、前述のQ-5Dの中にはQ-5L相当の改修を受けた機体が存在し、レーザー誘導爆弾が運用可能となっている。
Q-5J（強教5型）
複座練習機型。
A-5C
パキスタン、バングラデシュ向け改良型。サイドワインダー空対空ミサイルの運用が可能。
A-5M
ミャンマー（M）向け輸出型。Q-5IAおよびIIと同格とされる。当初は上記のQ-5M規格にスネークアイ爆弾など米国製装備の運用能力を追加したものだったが、計画が頓挫した事から名称はそのままで代替となった。

## 使用国

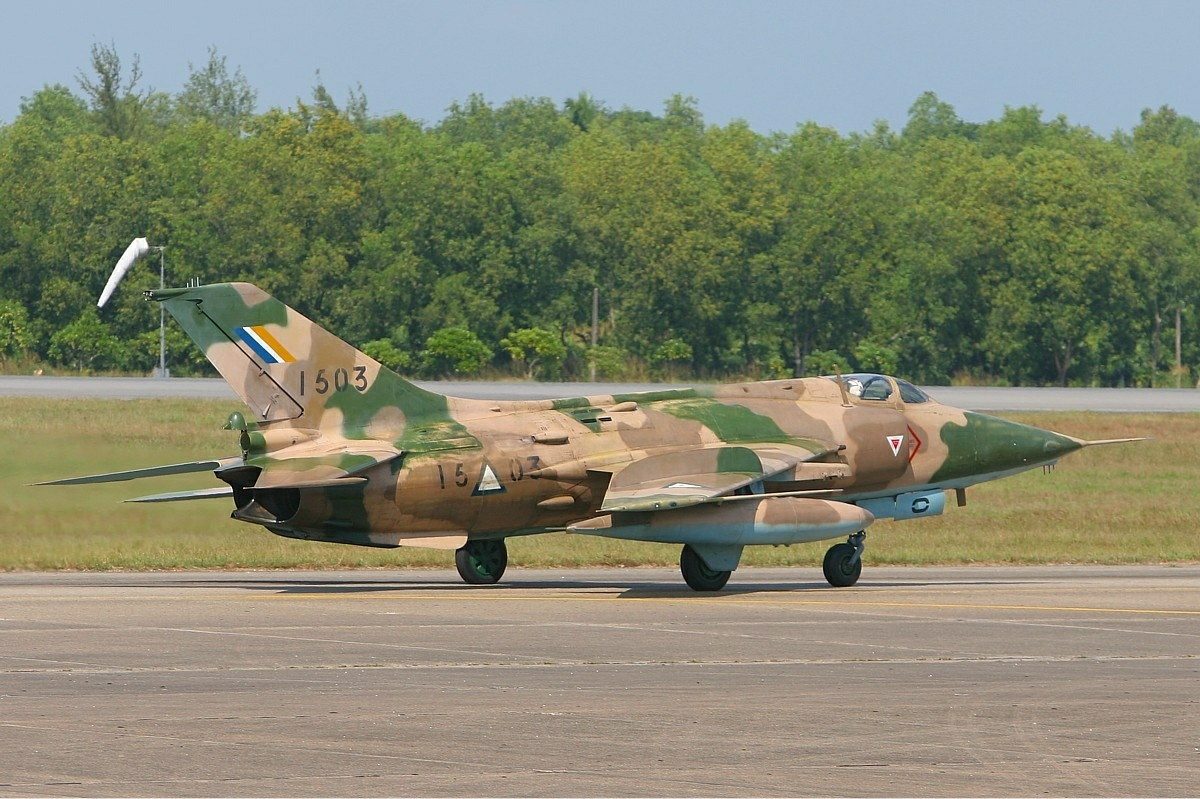
ミャンマー空軍のQ-5C（2005年）

### 現役
- ミャンマー

空軍 - 複座型を含む36機保有。カチン独立軍への攻撃任務中に1機が地表に衝突して失われている。また、2015年3月にはミャンマー中国国境沿いで活動するミャンマー民族民主同盟軍への攻撃任務中に、中国雲南省臨滄市耿馬タイ族ワ族自治県の村を誤爆し、住民4人が死亡している。
- スーダン

空軍

### 退役
- 中国

空軍 - 海軍航空兵
-  北朝鮮

空軍 - 映像や写真で確認されていない。1990年代前半に退役したという説がある。
-  バングラデシュ

空軍
-  パキスタン

空軍
- アルバニア

空軍

## 要目（Q-5IA）

### 仕様
- 乗員：1名
- 全長：15.65m（機首プローブ含む）
- 全幅：9.68m
- 全高：4.33m
- 翼面積：27.95m2
- クリーン離陸重量：9,486kg
- 最大離陸重量：11,830kg
- 兵器類最大搭載量：2,000kg
- エンジン
  - 渦噴6型
  - 推力（ドライ推力/アフターバーナー）：25.5kN/31.9kN
- 燃料搭載量：3,648L（機内）+760L/400L（増槽）×2

### 性能
- 水平最大速度：M1.12
- 最大限界速度：M1.5
- 戦闘行動半径（Lo-Lo-Lo/Hi-Lo-Hi）：216/324nm
- 最大航続距離：1,080nm
- 実用上昇限度：15,850m

### 武装
- 固定武装：23-2K 23mm機関砲2門（弾数各100発）
- ハードポイント：10(機体下×6、翼下×4)
  - 空対空サイル：PL-2、PL-5、PL-7
  - 爆弾：50 kg、150 kg、250 kg、500 kgの無誘導爆弾、BL755クラスター爆弾、LJ-500レーザー誘導爆弾、戦術核爆弾
  - ロケット弾：57mm、90mm、 130mm

## 登場作品
『バトルフィールド4』
Q-5ファンタンの名称で登場。
『WarThunder』
Q-5 (early) , Q-5A , Q-5L , A-5C（パキスタン空軍） の4種類が登場。
A-5Cは課金機体、Q-5シリーズで唯一空対空ミサイル、Magic1を運用可能。